# Nicolae Șova
Nicolae Șova (n. 8 noiembrie 1885, Poduri, Bacău, România – d. 12 martie 1966, București, România) a fost un politician și general român.

## Studii
- Juridice:
  - începute dar nefinalizate (1905-1906);
- Militare:
  - Școala de Ofițeri de Infanterie, București (1907)
  - Școala Superioară de Război (1919-1926).

## Carieră militară
Carieră militară: sublocotenent (1909), urmează avansări la excepțional pentru bravură în luptă: căpitan și maior (1916, 1917), comandant al Școlii de Mitraliere (1917), ofițer de Stat major (Divizia 7 și Corpul 6 Armată) (1919), șef la biroul 2 operații și Instrucție la Comandamentul Divizia 7 Vânători (1921), subșef de Stat Major – Comandamentul 6 Armată (1924-1927), locotenent – colonel (1925); propus să comande Statul Major al unei divizii (1926), comandant al Regimentului 23 Infanterie „Tribunul Simeon Balint” (1930), colonel (1932) – este considerat un ofițer model al Armatei Române (1932), atașat militar la Viena (1938 ianuarie 1 – 1939), comandor (1938), general de brigadă (1938), comandant al Brigăzii 20 Infanterie din A. Iulia (1939-1940), director al Personalului în Ministerul Apărării naționale, 1941 (ian.), comandant al Diviziei 1 gardă din Corpul 3 Armată – zona de operații pe Prut, în Basarabia, Odessa (1941 iunie – 1942), subsecretar de Stat pentru Marină în Ministerul de Război (februarie 1943 – august 1944), general de corp de armată (1944, ianuarie – august); demitere din guvern; comandant (la solicitare expresă, personală) al Corpului 7 din Armata Română încadrat în Frontul 2 Ucrainean (1944 septembrie 22 – 1945 martie 24), erou în Operațiunea militară „Budapesta” (ianuarie 1945).
A fost înaintat în 31 martie 1938 la gradul de general de brigadă și în 24 ianuarie 1942 la gradul de general de divizie. A fost decorat la 7 noiembrie 1941 cu Ordinul Militar „Mihai Viteazul”, cl. III-a „pentru bravura și destoinicia cu care și-a comandat Divizia în bătălia din jurul Odesei”.
Conduce corpul VII al Armatei Române, format din divia 2 infanterie, divizia 19 infanterie și divizia 9 cavalerie, în ofensiva sovietică asupra Ungariei. Participă la Bătălia de la Budapesta din 1944, dar forțele române sunt obligate să se retragă din ordinul Mareșalului Rodion Malinovsky, pentru ca rușii să aibă toată gloria cuceririi Pestului. Pentru că refuză greu, Nicolae Șova va fi condamnat după instaurarea comunismului în Romania. 
După instalarea guvernului Petru Groza generalul de corp de armată Nicolae Șova a fost trecut din oficiu în poziția de rezervă, alături de alți generali, prin decretul nr. 860 din 24 martie 1945, invocându-se legea nr. 166, adoptată prin decretul nr. 768 din 19 martie 1945, pentru „trecerea din oficiu în rezervă a personalului activ al armatei care prisosește peste nevoile de încadrare”.
A fost deținut politic la penitenciarul Aiud. A decedat în 12 martie 1966, fiind înmormântat cu onoruri militare în cimitirul Ghencea.
Este învinuit pentru crime de război, condamnat la 10 ani de închisoare. Această pedeapsă a fost executată  între ianuarie 1946 – ianuarie 1956, dobândind reabilitare politică, fiind decorat cu Ordinul „23 August”, cl. a II-a (10 august 1964).
A fost considerat un ofițer model al Armatei Române, apreciat pentru calitățile sale de comandant, pentru bravură în luptă, primind înaintări în grad la excepțional.
"Ferm și neplecat, disciplinat, cu cunoștințe militare și generale dezvoltate, hotărât și cu curajul opiniei sale, minuțios în lucrările sale și pe ale cărui servicii și cunoștințe se poate conta în orice împrejurare", "ca brav și priceput ofițer de război".
Generalul Vasile Atanasiu îl aprecia ca fiind "printre marii noștri generali de război care vor fi înscriși în istoria neamului nostru și al cărui nume va fi înscris printre eroii săi".
Aflat în cantonament militar în Ivești, generalul Nicolae Șova a copatronat edificarea bisericii din târgul Ivești.

## Distincții, medalii și decorații pentru merite militare
- Medalia jubiliară „Carol I” (1908), Ordinul „Onoarea României”, cl. V (1913),
- Medalia „Avântul Țării” (1913), Ordinul „Steaua României”, grad de cavaler cu panglică, de Virtute militară (1917),
- Ordinul „Coroana României” cu spade, în grad de ofițer, cu panglică, de Virtute militară,
- Medalia „Victoria în Marele Război pentru civilizație (1916-1918),
- Ordinul „Steaua României”, cl I (1922), în grad de ofițer (1930),
- „Furajera Mihai Viteazul” (1931),
- Ordinul austriac „Pentru merit”, în grad de mare comandor (1938),
- Medalia Centenarului Regelui Carol I (1939),
- Ordinul Militar „Mihai Viteazul”, cl. III-a (7 noiembrie 1941)[3]
- Ordinul „Virtutea maritimă”, cl. I, II, III (1944).
- Ordinul „23 August” clasa a III-a (10 august 1964) „pentru merite deosebite în opera de construire a socialismului, cu prilejul celei de a XX-a aniversări a eliberării patriei”[7]